# Viológeno

Paraquat un viológeno destacado.

Los viológenos son compuestos orgánicos con fórmula (C5H4NR)2n+.  En algunos viológenos, los grupos piridil son los que más se modifican.
El viológeno paraquat (R = metilo), es un herbicida ampliamente utilizado.
Otros viológenos se comercializan porque pueden cambiar de color múltiples veces de manera reversible a través de procesos de reducción y oxidación.  El nombre viológeno alude al violeta, uno de los colores que presenta y al catión radical (C5H4NR)22+ que es de un azul intenso. 

## Tipos de viológenos
Como derivados de bipiridilos, los viológenos están relacionados al 4,4'-bipiridilo.  Los centros de nitrógeno básicos en estos compuestos son alquilados para dar viológenos:
(C5H4N)2  +  2 RX   →   [(C5H4NR)2]2+(X−)2
La alquilación es una forma de cuaternización. Cuando el agente alquilante es un haluro de alquilo, como el cloruro de metilo y bromuro de metilo, la sal viológena es a menudo soluble en agua. Se ha investigado una amplia variedad de sustitutos de alquilo. Los derivados más comunes son metilo (ver paraquat), alquilos de cadena larga y bencilos.

## Propiedades Redox
Los viológenos, en su forma dicationica, normalmente experimentan dos reducciones de un electrón. La primera reducción proporciona un catión radical muy coloreado.
[V]2+  +  e−   <=>>  [V]+
Los cationes radicales son azules para viológenos 4,4'- y verdes para derivados 2,2'-. La segunda reducción da compuestos quinoides amarillos. 
[V]+  +  e−   <=>>  [V]0
La transferencia del electrón es rápida porque el proceso de oxidación-reducción induce poco cambio estructural.

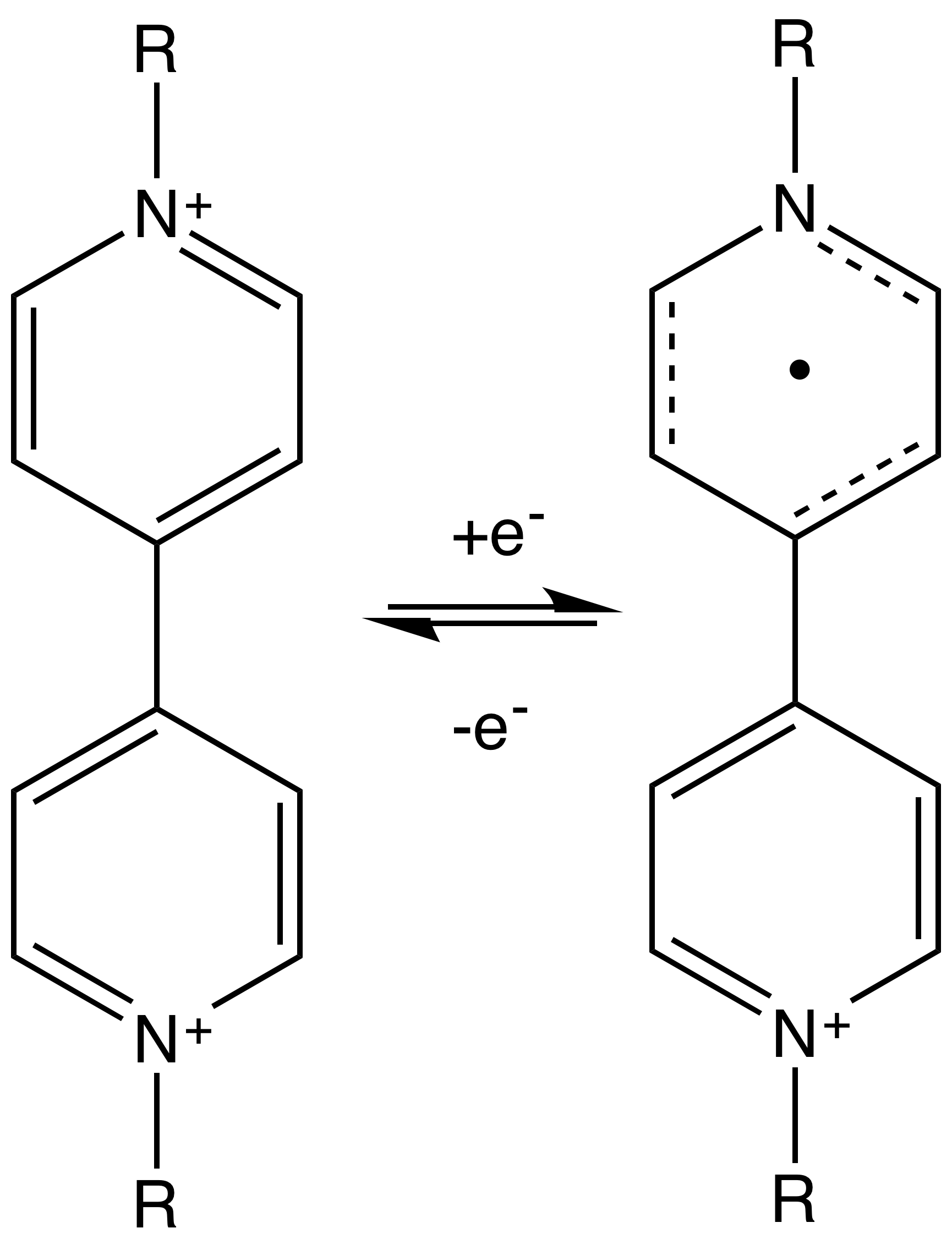
Par Redox para viológenos. El tipo 2+ izquierdo es incoloro, el tipo 1+ a la derecha es azul oscuro o rojo dependiendo de la identidad de R.

## Investigación
Los viológenos tienen reacciones redox altamente reversibles y son relativamente baratos entre los compuestos activos redox orgánicos. Son reactivos colorimétricos para reacciones bioquímicas redox. 
Su tendencia a formar complejos anfitrión-huésped es clave para las máquinas moleculares identificadas por el premio Nobel en Química de 2016.

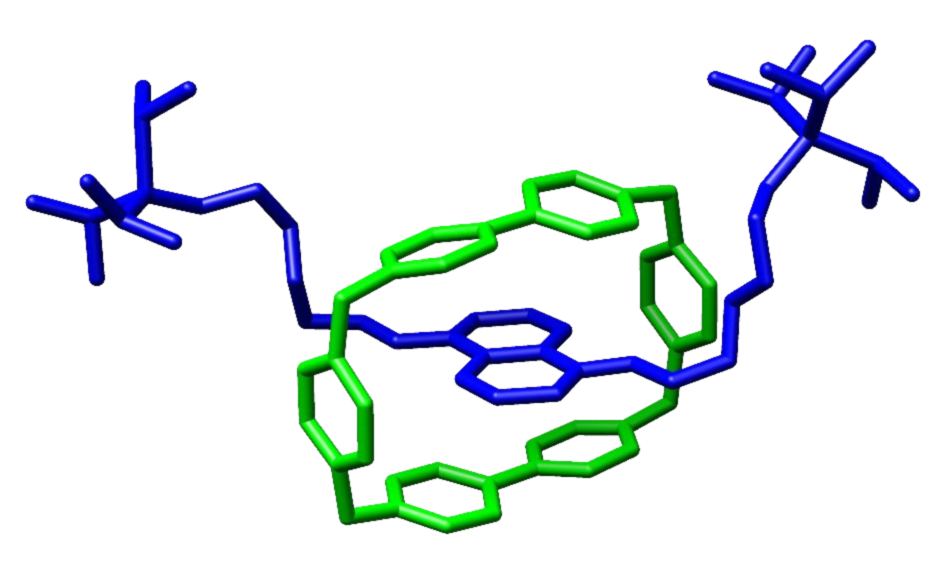
Estructura de un rotaxano que tiene un cyclobis(paraquat-p-fenileno) (verde), un macrocíclico bis(viológeno).

Los viológenos se usan en electrolitos negativos de algunas baterías de flujo experimentales. Los viológenos se han modificado para optimizar su desempeño en dichas baterías, por ejemplo, incorporándolas en polímeros redox activos.
Se ha reportado que los catalizadores viológenos tienen potencial para oxidar la glucosa y otros carbohidratos de manera catalítica en una solución ligeramente alcalina, lo que hace posible utilizar celdas de combustible con carbohidratos directos.

## Viológenos modificados y compuestos relacionados
El Diquat es un isómero de viológenos derivado de 2,2'-bipiridina (en vez del isómero 4,4'-). También es un potente herbicida que funciona al interrumpir la transferencia de electrones.

El Diquat está relacionado con los viológenos pero es un derivado de 2,2'bipiridina.

Se han desarrollado viológenos basados en oligómeros conjugados tales como los basados en unidades de arilos, etileno y tiofeno insetados en unidades de piridina.
Las estructuras de resonancia del quinoide 3a y el biradical 3b contribuyen igualmente a la estructura híbrida. La fuerza de conducción para el contribuyente 3b es la restauración de la aromaticidad con la unidad del bifenilo. Se ha establecido usando cristalografía de rayos X que la molécula es, en efecto, coplanar con un leve piramidismo en el nitrógeno y que los enlaces de carbono centrales son más largos (144 pm) que lo que se esperaría de un doble enlace (136 pm). Investigaciones más profundas muestran que el dirradical existe como una mezcla de triples y simples, aunque una señal RPE esté ausente. En este sentido, la molécula se parece al hidrocarburo de Tschischibabin descubierto en 1907. También comparte con esta molécula el color azul en solución y un color verde metálico en cristales.   
El compuesto 3 es un agente reductor muy fuerte con un potencial redox de −1.48 V.

## Mecanismo de acción
Los viológenos 2,2'-, 4,4'-, o 2,4'-bipiridilo son altamente tóxicos porque estas moléculas de bipiridilo forman fácilmente radicales libres estables. La deslocalización de carga permite a la molécula permanecer como radical libre y estas estructuras  pueden estabilizarse fácilmente porque los nitrógenos pueden ser hidrogenizados con facilidad. Cuando estos viológenos entran en el cuerpo, interfieren con la cadena de transportación de electrones, causando a menudo muerte celular.  Estas moléculas actúan como agentes cíclicos de redox y son capaces de transferir su electrón al oxígeno molecular. Una vez que el electrón ha sido transferido al oxígeno molecular, forma un superóxido radical que causas dismutación, oxidación y reducción simultáneas.
Estos radicales libres reactivos pueden causar estrés oxidativo, el cual causa muerte celular y un ejemplo de esto es la peroxidación lípídica. Cuando están en un sistema celular, los radicales superóxido reaccionan con los lípidos insaturados, que contienen hidrógeno reactivo y producen hidroperóxidos de lípidos. Estos hidroperóxidos de lípidos se descomponen en radicales libres de lípidos y causan una reacción en cadena de peroxidación lipídica dañando las macromoléculas celulares y eventualmente causan muerte celular. Los radicales superóxido también agotan el NADPH, alteran otras reacciones redox que ocurren naturalmente en el organismo e interfieren con cómo se almacena y linera el hierro en el organismo.

## Aplicaciones
El paraquat, un herbicida usado ampliamente es un viológeno. Esta es la aplicación que más consume esta clase de compuestos.
Los viológenos han sido comercializados como sistemas electrocrómicos por su habilidad para cambiar de color de manera reversible y múltiples veces por reducción y oxidación. Los viológenos N-heptano son utilizados en algunas aplicaciones. Se han utilizado en soportes sólidos de conducción como óxido de titanio y óxido de indio y estaño.